# ساروس خورشیدی ۱۵۵
ساروس ۱۵۵ دوره‌ای زمانی با چرخه‌ای حدود ۱۸ سال و ۱۱ روز و ۸ ساعت (تقریباً ۶۵۸۵ و یک سوم روز) است که شامل ۷۱ خورشیدگرفتگی می‌شود.

## رخدادها
| ساروس | عضو | تاریخ                        | زمان (بزرگ‌ترین) ساعت هماهنگ جهانی | نوع    | مکان طول و عرض جغرافیایی | گاما    | قدر    | گُستره (km) | مدت زمان (دقیقه: ثانیه) | منبع |
| ----- | --- | ---------------------------- | --------------------------------- | ------ | ------------------------ | ------- | ------ | ---------- | ----------------------- | ---- |
| ۱۵۵   | ۱   | خورشیدگرفتگی ۱۷ ژوئن ۱۹۲۸    | ۲۰:۲۷:۲۸                          | جزئی   | 65.6N 70.6E              | 1.5107  | 0.0375 |            |                         |      |
| ۱۵۵   | ۲   | خورشیدگرفتگی ۲۹ ژوئن ۱۹۴۶    | ۳:۵۱:۵۸                           | جزئی   | 66.6N 50.8W              | 1.4361  | 0.1802 |            |                         |      |
| ۱۵۵   | ۳   | خورشیدگرفتگی ۹ ژوئیه ۱۹۶۴    | ۱۱:۱۷:۵۳                          | جزئی   | 67.6N 172.9W             | 1.3623  | 0.3221 |            |                         |      |
| ۱۵۵   | ۴   | خورشیدگرفتگی ۲۰ ژوئیه ۱۹۸۲   | ۱۸:۴۴:۴۴                          | جزئی   | 68.6N 64.2E              | 1.2886  | 0.4643 |            |                         |      |
| ۱۵۵   | ۵   | خورشیدگرفتگی ۳۱ ژوئیه ۲۰۰۰   | ۲:۱۴:۰۸                           | جزئی   | 69.5N 59.9W              | 1.2166  | 0.6034 |            |                         |      |
| ۱۵۵   | ۶   | خورشیدگرفتگی ۱۱ اوت ۲۰۱۸     | ۹:۴۷:۲۸                           | جزئی   | 70.4N 174.5E             | 1.1476  | 0.7368 |            |                         |      |
| ۱۵۵   | ۷   | خورشیدگرفتگی ۲۱ اوت ۲۰۳۶     | ۱۷:۲۵:۴۵                          | جزئی   | 71.1N 47E                | 1.0825  | 0.8622 |            |                         |      |
| ۱۵۵   | ۸   | خورشیدگرفتگی ۲ سپتامبر ۲۰۵۴  | ۱:۰۹:۳۴                           | جزئی   | 71.7N 82.3W              | 1.0215  | 0.9793 |            |                         |      |
| ۱۵۵   | ۹   | خورشیدگرفتگی ۱۲ سپتامبر ۲۰۷۲ | ۸:۵۹:۲۰                           | کامل   | 69.8N 102E               | ۰٫۹۶۵۵  | ۱٫۰۵۵۸ | ۷۳۲        | ۳ دقیقه و ۱۳ ثانیه      |      |
| ۱۵۵   | ۱۰  | خورشیدگرفتگی ۲۳ سپتامبر ۲۰۹۰ | ۱۶:۵۶:۳۶                          | کامل   | 60.7N 40.5W              | ۰٫۹۱۵۷  | ۱٫۰۵۶۲ | ۴۶۳        | ۳ دقیقه و ۳۶ ثانیه      |      |
| ۱۵۵   | ۱۱  | ۵ اکتبر ۲۱۰۸                 | ۱:۰۱:۲۰                           | کامل   | 52.5N 172W               | ۰٫۸۷۲۲  | ۱٫۰۵۵۱ | ۳۷۱        | ۳ دقیقه و ۵۰ ثانیه      |      |
| ۱۵۵   | ۱۲  | ۱۶ اکتبر ۲۱۲۶                | ۹:۱۲:۵۱                           | کامل   | 45.3N 58.6E              | ۰٫۸۳۴۵  | ۱٫۰۵۳۴ | ۳۱۹        | ۴ دقیقه و ۰ ثانیه       |      |
| ۱۵۵   | ۱۳  | ۲۶ اکتبر ۲۱۴۴                | ۱۷:۳۲:۴۰                          | کامل   | 39.2N 71.2W              | ۰٫۸۰۳۷  | ۱٫۰۵۱۲ | ۲۸۴        | ۴ دقیقه و ۵ ثانیه       |      |
| ۱۵۵   | ۱۴  | ۷ نوامبر ۲۱۶۲                | ۱:۵۹:۴۰                           | کامل   | 34.1N 158.3E             | ۰٫۷۷۸۸  | ۱٫۰۴۸۹ | ۲۵۸        | ۴ دقیقه و ۵ ثانیه       |      |
| ۱۵۵   | ۱۵  | ۱۷ نوامبر ۲۱۸۰               | ۱۰:۳۴:۰۱                          | کامل   | 30.1N 26.5E              | ۰٫۷۶۰۵  | ۱٫۰۴۶۵ | ۲۳۸        | ۴ دقیقه و ۳ ثانیه       |      |
| ۱۵۵   | ۱۶  | ۲۸ نوامبر ۲۱۹۸               | ۱۹:۱۲:۴۶                          | کامل   | 26.9N 106W               | ۰٫۷۴۵۹  | ۱٫۰۴۴۲ | ۲۲۱        | ۳ دقیقه و ۵۸ ثانیه      |      |
| ۱۵۵   | ۱۷  | ۱۰ دسامبر ۲۲۱۶               | ۳:۵۷:۵۲                           | کامل   | 24.8N 120.2E             | ۰٫۷۳۶۷  | ۱٫۰۴۲۱ | ۲۰۸        | ۳ دقیقه و ۵۱ ثانیه      |      |
| ۱۵۵   | ۱۸  | ۲۱ دسامبر ۲۲۳۴               | ۱۲:۴۶:۰۲                          | کامل   | 23.5N 14.1W              | ۰٫۷۲۹۹  | ۱٫۰۴۰۳ | ۱۹۷        | ۳ دقیقه و ۴۲ ثانیه      |      |
| ۱۵۵   | ۱۹  | ۳۱ دسامبر ۲۲۵۲               | ۲۱:۳۷:۰۶                          | کامل   | 23.1N 149.1W             | ۰٫۷۲۵۸  | ۱٫۰۳۸۹ | ۱۸۹        | ۳ دقیقه و ۳۴ ثانیه      |      |
| ۱۵۵   | ۲۰  | ۱۲ ژانویه ۲۲۷۱               | ۶:۲۸:۰۸                           | کامل   | 23.3N 76E                | ۰٫۷۲۱۷  | ۱٫۰۳۷۹ | ۱۸۲        | ۳ دقیقه و ۲۵ ثانیه      |      |
| ۱۵۵   | ۲۱  | ۲۲ ژانویه ۲۲۸۹               | ۱۵:۱۹:۲۵                          | کامل   | 24.3N 58.9W              | ۰٫۷۱۸۱  | ۱٫۰۳۷۴ | ۱۷۸        | ۳ دقیقه و ۱۸ ثانیه      |      |
| ۱۵۵   | ۲۲  | ۴ فوریه ۲۳۰۷                 | ۰:۰۸:۰۱                           | کامل   | 25.7N 166.9E             | ۰٫۷۱۲۵  | ۱٫۰۳۷۳ | ۱۷۶        | ۳ دقیقه و ۱۲ ثانیه      |      |
| ۱۵۵   | ۲۳  | ۱۴ فوریه ۲۳۲۵                | ۸:۵۲:۳۶                           | کامل   | 27.5N 33.9E              | ۰٫۷۰۳۸  | ۱٫۰۳۷۸ | ۱۷۵        | ۳ دقیقه و ۸ ثانیه       |      |
| ۱۵۵   | ۲۴  | ۲۵ فوریه ۲۳۴۳                | ۱۷:۳۲:۱۸                          | کامل   | 29.6N 97.7W              | ۰٫۶۹۱۳  | ۱٫۰۳۸۵ | ۱۷۵        | ۳ دقیقه و ۶ ثانیه       |      |
| ۱۵۵   | ۲۵  | ۸ مارس ۲۳۶۱                  | ۲:۰۵:۵۶                           | کامل   | 31.9N 132.7E             | ۰٫۶۷۴۳  | ۱٫۰۳۹۶ | ۱۷۶        | ۳ دقیقه و ۶ ثانیه       |      |
| ۱۵۵   | ۲۶  | ۱۹ مارس ۲۳۷۹                 | ۱۰:۳۱:۴۷                          | کامل   | 34.3N 5.6E               | ۰٫۶۵۱۲  | ۱٫۰۴۰۹ | ۱۷۷        | ۳ دقیقه و ۷ ثانیه       |      |
| ۱۵۵   | ۲۷  | ۲۹ مارس ۲۳۹۷                 | ۱۸:۴۹:۵۲                          | کامل   | 36.7N 118.9W             | ۰٫۶۲۲۱  | ۱٫۰۴۲۳ | ۱۷۸        | ۳ دقیقه و ۱۱ ثانیه      |      |
| ۱۵۵   | ۲۸  | ۱۰ آوریل ۲۴۱۵                | ۲:۵۹:۳۵                           | کامل   | 38.9N 119.6E             | ۰٫۵۸۶۶  | ۱٫۰۴۳۶ | ۱۷۸        | ۳ دقیقه و ۱۵ ثانیه      |      |
| ۱۵۵   | ۲۹  | ۲۰ آوریل ۲۴۳۳                | ۱۱:۰۱:۳۲                          | کامل   | 40.8N 0.9E               | ۰٫۵۴۵   | ۱٫۰۴۴۹ | ۱۷۷        | ۳ دقیقه و ۲۱ ثانیه      |      |
| ۱۵۵   | ۳۰  | ۱ مه ۲۴۵۱                    | ۱۸:۵۳:۳۷                          | کامل   | 42.1N 114.3W             | ۰٫۴۹۵۸  | ۱٫۰۴۵۹ | ۱۷۵        | ۳ دقیقه و ۲۸ ثانیه      |      |
| ۱۵۵   | ۳۱  | ۱۲ مه ۲۴۶۹                   | ۲:۳۹:۰۷                           | کامل   | 42.6N 132.9E             | ۰٫۴۴۱۷  | ۱٫۰۴۶۶ | ۱۷۲        | ۳ دقیقه و ۳۶ ثانیه      |      |
| ۱۵۵   | ۳۲  | ۲۳ مه ۲۴۸۷                   | ۱۰:۱۶:۱۵                          | کامل   | 42.1N 22.6E              | ۰٫۳۸۱۱  | ۱٫۰۴۶۷ | ۱۶۸        | ۳ دقیقه و ۴۳ ثانیه      |      |
| ۱۵۵   | ۳۳  | ۳ ژوئن ۲۵۰۵                  | ۱۷:۴۸:۰۲                          | کامل   | 40.5N 86.3W              | ۰٫۳۱۶۵  | ۱٫۰۴۶۴ | ۱۶۳        | ۳ دقیقه و ۵۰ ثانیه      |      |
| ۱۵۵   | ۳۴  | ۱۵ ژوئن ۲۵۲۳                 | ۱:۱۲:۳۰                           | کامل   | 37.5N 166.2E             | ۰٫۲۴۶۴  | ۱٫۰۴۵۳ | ۱۵۶        | ۳ دقیقه و ۵۶ ثانیه      |      |
| ۱۵۵   | ۳۵  | ۲۵ ژوئن ۲۵۴۱                 | ۸:۳۳:۵۷                           | کامل   | 33.5N 58.6E              | ۰٫۱۷۴۳  | ۱٫۰۴۳۷ | ۱۴۸        | ۳ دقیقه و ۵۸ ثانیه      |      |
| ۱۵۵   | ۳۶  | ۶ ژوئیه ۲۵۵۹                 | ۱۵:۵۰:۳۷                          | کامل   | 28.4N 48.9W              | ۰٫۰۹۹۲  | ۱٫۰۴۱۲ | ۱۳۹        | ۳ دقیقه و ۵۵ ثانیه      |      |
| ۱۵۵   | ۳۷  | ۱۶ ژوئیه ۲۵۷۷                | ۲۳:۰۵:۲۳                          | کامل   | 22.5N 156.8W             | ۰٫۰۲۳   | ۱٫۰۳۸۲ | ۱۲۸        | ۳ دقیقه و ۴۷ ثانیه      |      |
| ۱۵۵   | ۳۸  | ۲۸ ژوئیه ۲۵۹۵                | ۶:۱۸:۱۸                           | کامل   | 15.8N 94.8E              | -۰٫۰۵۳۹ | ۱٫۰۳۴۳ | ۱۱۶        | ۳ دقیقه و ۳۰ ثانیه      |      |
| ۱۵۵   | ۳۹  | ۸ اوت ۲۶۱۳                   | ۱۳:۳۲:۰۵                          | کامل   | 8.7N 14.5W               | -۰٫۱۲۹۲ | ۱٫۰۳   | ۱۰۲        | ۳ دقیقه و ۷ ثانیه       |      |
| ۱۵۵   | ۴۰  | ۱۹ اوت ۲۶۳۱                  | ۲۰:۴۷:۰۳                          | کامل   | 1.2N 124.7W              | -۰٫۲۰۲۵ | ۱٫۰۲۴۹ | ۸۶         | ۲ دقیقه و ۳۶ ثانیه      |      |
| ۱۵۵   | ۴۱  | ۳۰ اوت ۲۶۴۹                  | ۴:۰۳:۵۵                           | کامل   | 6.5S 124.2E              | -۰٫۲۷۳۲ | ۱٫۰۱۹۴ | ۶۹         | ۲ دقیقه و ۱ ثانیه       |      |
| ۱۵۵   | ۴۲  | ۱۰ سپتامبر ۲۶۶۷              | ۱۱:۲۵:۰۵                          | مرکب   | 14.2S 11.7E              | -۰٫۳۳۹۳ | ۱٫۰۱۳۴ | ۴۹         | ۱ دقیقه و ۲۲ ثانیه      |      |
| ۱۵۵   | ۴۳  | ۲۰ سپتامبر ۲۶۸۵              | ۱۸:۵۰:۱۲                          | مرکب   | 22S 101.7W               | -۰٫۴۰۱۱ | ۱٫۰۰۷۱ | ۲۷         | ۰ دقیقه و ۴۲ ثانیه      |      |
| ۱۵۵   | ۴۴  | ۳ اکتبر ۲۷۰۳                 | ۲:۲۱:۲۵                           | مرکب   | 29.6S 143.4E             | -۰٫۴۵۷  | ۱٫۰۰۰۶ | ۲          | ۰ دقیقه و ۳ ثانیه       |      |
| ۱۵۵   | ۴۵  | ۱۳ اکتبر ۲۷۲۱                | ۹:۵۷:۳۸                           | حلقه‌ای | 37S 27.6E                | -۰٫۵۰۷۷ | ۰٫۹۹۴  | ۲۴         | ۰ دقیقه و ۳۴ ثانیه      |      |
| ۱۵۵   | ۴۶  | ۲۴ اکتبر ۲۷۳۹                | ۱۷:۴۱:۴۷                          | حلقه‌ای | 43.9S 89.4W              | -۰٫۵۵۱  | ۰٫۹۸۷۴ | ۵۳         | ۱ دقیقه و ۸ ثانیه       |      |
| ۱۵۵   | ۴۷  | ۴ نوامبر ۲۷۵۷                | ۱:۳۱:۵۰                           | حلقه‌ای | 50.4S 153.2E             | -۰٫۵۸۸۶ | ۰٫۹۸۱۱ | ۸۳         | ۱ دقیقه و ۳۹ ثانیه      |      |
| ۱۵۵   | ۴۸  | ۱۵ نوامبر ۲۷۷۵               | ۹:۲۹:۰۲                           | حلقه‌ای | 56.1S 35.8E              | -۰٫۶۱۹۵ | ۰٫۹۷۵  | ۱۱۴        | ۲ دقیقه و ۷ ثانیه       |      |
| ۱۵۵   | ۴۹  | ۲۵ نوامبر ۲۷۹۳               | ۱۷:۳۲:۲۵                          | حلقه‌ای | 60.9S 80.9W              | -۰٫۶۴۴۷ | ۰٫۹۶۹۳ | ۱۴۵        | ۲ دقیقه و ۳۲ ثانیه      |      |
| ۱۵۵   | ۵۰  | ۷ دسامبر ۲۸۱۱                | ۱:۴۲:۱۹                           | حلقه‌ای | 64.3S 163.6E             | -۰٫۶۶۴۱ | ۰٫۹۶۴  | ۱۷۵        | ۲ دقیقه و ۵۵ ثانیه      |      |
| ۱۵۵   | ۵۱  | ۱۷ دسامبر ۲۸۲۹               | ۹:۵۶:۱۹                           | حلقه‌ای | 66.1S 49.5E              | -۰٫۶۷۹۳ | ۰٫۹۵۹۴ | ۲۰۲        | ۳ دقیقه و ۱۵ ثانیه      |      |
| ۱۵۵   | ۵۲  | ۲۸ دسامبر ۲۸۴۷               | ۱۸:۱۳:۴۲                          | حلقه‌ای | 66.1S 64.7W              | -۰٫۶۹۱۱ | ۰٫۹۵۵۲ | ۲۲۷        | ۳ دقیقه و ۳۴ ثانیه      |      |
| ۱۵۵   | ۵۳  | ۸ ژانویه ۲۸۶۶                | ۲:۳۳:۰۷                           | حلقه‌ای | 64.5S 179.3E             | -۰٫۷۰۰۷ | ۰٫۹۵۱۸ | ۲۴۸        | ۳ دقیقه و ۵۱ ثانیه      |      |
| ۱۵۵   | ۵۴  | ۱۹ ژانویه ۲۸۸۴               | ۱۰:۵۳:۵۳                          | حلقه‌ای | 61.7S 60.4E              | -۰٫۷۰۸۸ | ۰٫۹۴۸۹ | ۲۶۵        | ۴ دقیقه و ۷ ثانیه       |      |
| ۱۵۵   | ۵۵  | ۳۰ ژانویه ۲۹۰۲               | ۱۹:۱۲:۱۶                          | حلقه‌ای | 58.3S 60.1W              | -۰٫۷۱۸۲ | ۰٫۹۴۶۶ | ۲۸۰        | ۴ دقیقه و ۲۱ ثانیه      |      |
| ۱۵۵   | ۵۶  | ۱۱ فوریه ۲۹۲۰                | ۳:۲۸:۳۶                           | حلقه‌ای | 54.6S 178.1E             | -۰٫۷۲۸۵ | ۰٫۹۴۴۹ | ۲۹۳        | ۴ دقیقه و ۳۴ ثانیه      |      |
| ۱۵۵   | ۵۷  | ۲۱ فوریه ۲۹۳۸                | ۱۱:۳۹:۳۱                          | حلقه‌ای | 51.1S 56.6E              | -۰٫۷۴۲۷ | ۰٫۹۴۳۶ | ۳۰۶        | ۴ دقیقه و ۴۶ ثانیه      |      |
| ۱۵۵   | ۵۸  | ۳ مارس ۲۹۵۶                  | ۱۹:۴۶:۰۵                          | حلقه‌ای | 47.8S 64.6W              | -۰٫۷۵۹۸ | ۰٫۹۴۲۸ | ۳۱۸        | ۴ دقیقه و ۵۷ ثانیه      |      |
| ۱۵۵   | ۵۹  | ۱۵ مارس ۲۹۷۴                 | ۳:۴۳:۱۲                           | حلقه‌ای | 45.4S 176.4E             | -۰٫۷۸۴۱ | ۰٫۹۴۲۲ | ۳۳۵        | ۵ دقیقه و ۷ ثانیه       |      |
| ۱۵۵   | ۶۰  | ۲۵ مارس ۲۹۹۲                 | ۱۱:۳۴:۱۶                          | حلقه‌ای | 43.8S 58.8E              | -۰٫۸۱۲۸ | ۰٫۹۴۱۹ | ۳۵۸        | ۵ دقیقه و ۱۷ ثانیه      |      |
| ۱۵۵   | ۶۱  | ۶ آوریل ۳۰۱۰                 | ۱۹:۱۴:۳۱                          | حلقه‌ای | 43.5S 55.9W              | -۰٫۸۴۹۴ | ۰٫۹۴۱۵ | ۳۹۸        | ۵ دقیقه و ۲۵ ثانیه      |      |
| ۱۵۵   | ۶۲  | ۱۷ آوریل ۳۰۲۸                | ۲:۴۷:۰۰                           | حلقه‌ای | 44.9S 168.2W             | -۰٫۸۹۱۹ | ۰٫۹۴۱۱ | ۴۶۹        | ۵ دقیقه و ۳۰ ثانیه      |      |
| ۱۵۵   | ۶۳  | ۲۸ آوریل ۳۰۴۶                | ۱۰:۰۷:۵۳                          | حلقه‌ای | 49.2S 83.9E              | -۰٫۹۴۳۱ | ۰٫۹۳۹۹ | ۶۶۰        | ۵ دقیقه و ۳۱ ثانیه      |      |
| ۱۵۵   | ۶۴  | ۸ مه ۳۰۶۴                    | ۱۷:۲۱:۱۸                          | حلقه‌ای | 62.6S 7.7W               | -۰٫۹۹۹۷ | ۰٫۹۶۳۹ |            |                         |      |
| ۱۵۵   | ۶۵  | ۲۰ مه ۳۰۸۲                   | ۰:۲۴:۲۶                           | جزئی   | 63.4S 122.0W             | -۱٫۰۶۴۰ | ۰٫۸۵۳۹ |            |                         |      |
| ۱۵۵   | ۶۶  | ۳۱ مه ۳۱۰۰                   | ۷:۱۹:۲۸                           | جزئی   | 64.3S 125.4E             | -۱٫۱۳۴۱ | ۰٫۷۳۳۹ |            |                         |      |
| ۱۵۵   | ۶۷  | ۱۱ ژوئن ۳۱۱۸                 | ۱۴:۰۶:۳۲                          | جزئی   | 65.2S 14.6E              | -۱٫۲۰۹۵ | ۰٫۶۰۴۴ |            |                         |      |
| ۱۵۵   | ۶۸  | ۲۱ ژوئن ۳۱۳۶                 | ۲۰:۴۷:۵۱                          | جزئی   | 66.2S 95.2W              | -۱٫۲۸۸۶ | ۰٫۴۶۸۵ |            |                         |      |
| ۱۵۵   | ۶۹  | ۳ ژوئیه ۳۱۵۴                 | ۳:۲۳:۴۱                           | جزئی   | 67.2S 156.0E             | -۱٫۳۷۱۴ | ۰٫۳۲۶۵ |            |                         |      |
| ۱۵۵   | ۷۰  | ۱۳ ژوئیه ۳۱۷۲                | ۹:۵۵:۲۶                           | جزئی   | 68.2S 47.7E              | -۱٫۴۵۶۳ | ۰٫۱۸۰۸ |            |                         |      |
| ۱۵۵   | ۷۱  | ۲۴ ژوئیه ۳۱۹۰                | ۱۶:۲۵:۰۰                          | جزئی   | 69.2S 60.6W              | -۱٫۵۴۱۹ | ۰٫۰۳۴۲ |            |                         |      |